# Giuseppe Bolzani
Giuseppe Bolzani (* 30. August 1921 in Bellinzona; † 26. Juli 2002 in Mendrisio) war ein Schweizer Maler, Zeichner, Dekorateur und Kunstpädagoge. Sein Werk umfasst Malerei, Wandmalerei, Aquarelle, Zeichnungen, Tuschzeichnungen und künstlerische Gebäudedekorationen.

## Leben und Werk
Giuseppe Bolzani studierte an der Accademia di Belle Arti di Brera in Mailand. Seine Lehrer waren u. a. Aldo Carpi, Carlo Carrà und Achille Funi. 1947 schloss Bolzani sein Studium ab. Im gleichen Jahr stellte er seine Werke in seiner ersten Einzelausstellung in der Galerie Cornice in Bologna aus. Ab 1947 stellte er seine Werke regelmässig in Einzelausstellungen aus. 1949 hielt er sich in Paris auf. Anschliessend für zwei Jahre im Istituto Svizzero di Roma.
Bolzani schuf u. a. ein Wandgemälde für den Palazzo delle Dogane in Chiasso, 1952 ein Wandgemälde für die Höhere Handelsschule in Bellinzona sowie 1957 ein Wandgemälde im Regierungsgebäude in Bellinzona.
1952 wurde Bolzani zum Anschluss an den «Gruppo della Barca» eingeladen, dem die Künstler Pietro Salati, Mario Marioni und Alberto Salvioni angehörten. Mit diesen stellte er seine Werke in einer Reihe von Ausstellungen im Tessin und in der Zentralschweiz aus.
1960 unternahm Bolzani eine Studienreise nach Paris. 1964 schuf er im Auftrag des Architekten Tita Carloni Tafelbilder für die Schweizer Landesausstellung Expo 64 in Lausanne.
Bolzani war zudem Dozent im Lehrerseminar von Locarno. Von 1960 bis 1981 war er in Mendrisio Mitglied der kantonalen Kommission für historische und künstlerische Denkmäler. Ab 1984 war er Mitglied in der Kommission des Kunstmuseums Mendrisio.